# Berahot
Berahot (hebrejsko בְּרָכֹות Brahot, slovensko Blagoslovi) je prva razprava Seder Zeraim (Red semen), prvega dela (reda) Mišne in Talmuda,  ki se ukvarja predvsem z zakoni o sajenju in poljedelstvu. Razprava Berahot je edina zazprava v Zeraimu, ki  ima gemaro (rabinske komentarje in analize) tako v jeruzalemskem kot  babilonskem Talmudu. Obravnava predvsem pravila v zvezi s Šemo (Poslušaj, Izrael!, del Tore, ki se recitira kot molitev), amido  (tiha "stalna" molitev), birkat hamazom (molitev po jedi), kiddušem  (blagoslovilen obred na šabat in praznike), havdalo (slovesnost na koncu šabata in praznikov) in drugimi  blagoslovi in molitvami.
Razprava Berahot je dobila naslov po svoji vsebini, kar v Mišni ni pravilo. Nekatere razprave so dobile ime po prvih besedah, s katerimi se začnejo. Nekatere imajo celo dve imeni. Berahot po vsebini ne sodi v prvi del Gemare (Zeraim). Vzrok, da so ga uredniki umestili prav tja, je najverjetneje ta, da niso vedeli, kam bi ga dali.

## Imena poglavij in vsebina njihovih mišen
1. מֵאֵימָתַי  (Od kdaj, pet mišen). Šema, čas njenega branja in z njo povezani blagoslovi.
2. הָיָה קוֹרֵא (Branje, osem mišen). Način recitiranja, branje Šeme za ženina in mnenje rabbana Gamliela.
3. מִי שֶׁמֵּתוֹ (Tisti, ki so umrli, šest mišen). Kdo je oproščen branja Šeme in prepovedi v njej.
4. תְּפִלַּת (Molitev ob svitu, sedem mišen). Čas molitev, molitev amida, zakoni molitve za potnike in dodatna molitev musaf.
5. אֵין עוֹמְדִין  (Ni prihodnosti, pet mišen). Zakoni blagoslovov za amido in napake v molitvi.
6. כֵּיצַד מְבָרְכִין  (Kot stran ceste, osem mišen). Blagoslovi pred jedjo in po njej.
7. שְׁלֹשָׁה שֶׁאָכְלוּ (Trije, ki so jedli, pet mišen). Zapoved blagoslavljanja po skupnem obroku (zimun).
8. אֵלּוּ דְּבָרִים (To so besede,  osem mišen). Razprave med pripadniki Šamajeve in Hilelove šole.
9. הָרוֹאֶה  (Glej, pet mišen). Blagoslov hvaležnosti, v babilonskem Talmudu so tudi razlage sanj.

## Šema (Poslušaj, Izrael!)
Prva tri poglavja razprave Berahot obravnavajo razloge za recitiranje Šeme, biblijske zapovedi, ki pomeni sprejemanje obveznosti do nebes, ki jih je treba opraviti dvakrat dnevno. Téme, o katerih razpravlja, so kdaj  in kako je treba kaj reči in morebitne izjeme od izpolnjevanja te zapovedi (micva).

### Recitiranje Šeme
Prvo poglavje
1. mišna. Če se Šema recitira  zvečer,  se recitiranje začne, ko se začne mračiti, in konča z odhodom na spanje. Nekateri modreci so rekli, da se lahko recitira do polnoči, raban Gamliel pa da do noči.
2. mišna. Jutranje recitiranje Šeme naj bi se začelo, ko je dovolj svetlo, »da se opazi razliko med belo in modro volno«.  Rabin Eliezer je rekel, da med modro in zeleno, se pravi malo kasneje. Rabi Jehošua je rekel, da jo je treba recitirati tri ure belega dne, ker je upošteval navado, da so kralji do takrat že vstali. Ure so bile sezonske, ker so čas od sončnega vzhoda do sončnega zahoda razdelili na dvanajst enakih delov  ne glede na to, kako dolgo je bilo svetlo. Za nekatere modrece je bil idealen začetek recitiranja malo pred sončnim vzhodom, za nekatere pa natančno ob sončnem vzhodu.
3. mišna določa položaj recitatorja. Šamajeva šola pravi, da mora zvečer recitator ležati, ker je v Tori zapisano »ko se uležeš«, zjutraj pa stati, ker je v Tori zapisano »ko vstaneš«. Hilelova šola pravi, da so dovoljeni vsi položaji, ker je v Tori zapisano »ko greš na pot«. Izraza »ko se uležeš« in »ko vstaneš« zanj ne pomenita položaja recitatorja. Večina razlagavcev se pridružuje Hilelovemu mnenju.
4. mišna. Zjutraj se mora pred Šemo izreči dva blagoslova: »(On, ki) ustvarja svetlobo« in »Z obilo ljubezni«.  Po končanem recitiranju sledi blagoslov  »Resnično in nedvomno«. Zvečer se pred branjem izrečeta blagoslova  »(On, ki)  prinaša večere« in »Z večno ljubeznijo«. Za branjem Šeme se izrečeta  blagoslova  »Resnično in zvesto« in »Položi nas dol (spat)«. Kratek blagoslov se ne sme izreči namesto dolgega in obratno.
5. mišna. Ponoči se mora omeniti izhod iz Egipta.
Začetek drugega poglavja razpravlja o protokolu, kako je treba recitirati Šemo. Ker zapoved zahteva koncentracijo samo za prvi verz, jo delavci lahko izrečejo tudi na primer na drevesu, če ima več vej, ali na kamntem zidu. Za amido vse to ne velja.

### Izjeme
Ostanek drugega poglavja in celo tretje poglavje obravnavata izjeme  in primere, v katerih je nekaterim ni treba recitirati, in razlage, zakaj so izjeme sprejemljive. Izjeme so nedavno poročeni  moški, ker so morda zaskrbljeni zaradi svoje poroke, osebe, ki objokujejo pokojne svojce, pogrebci, ženske, otroci in sužnji.

## Amida
4. in 5. poglavje obravnavata glavnega molilca, znanega kot šemoneh esrei (dobesedno osemnajst), molitev Amida (dobesedno stanje (na nogah)) ali preprosto tefila (molilec).  Molitev je izvirno vsebovala osemnajst blagoslovov,  katerim je raban Gamliel dodal še enega. Sedaj se recitirajo trikrat dnevno v stoječem položaju. Prekinitve so prepovedane.

### Dnevne molitve
Dnevne molitve so se razvile iz jutranjega, popoldanskega in dodatnega večernega darovanja v zgodnjem tempeljskem obdobju. Nekatere razlage pravijo, da so bile nadomestilo za darovanja po porušenju drugega jeruzalemskega templja, vendar so se opravljale že pred tem. Razen tega so v tistem obdobju že obstojale sinagoge, nekatere celo v neposrednj bližini templja. O tem, ali so potekale že prej ali so nastale neodvisno od templja, se modreci še vedno prerekajo. Jutranjo molitev naj bi ustanovil Abraham, popoldansko Izak in večerno Jakob.

### Kako moliti Amido
Vsak mora moliti Amido vsak dan, vendar jo lahko skrajša, če besedila ne obvladuje dobro, če opravlja težko delo ali če je v nevarnosti.  Kdor je v nevarnosti, lahko zmoli kratko molitev za svojo varnost. Kdor jezdi osla, mora pred molitvijo razjahati. Če tega ne more storiti, mora obrniti glavo proti Jeruzalemu. Če ne zmore niti tega, mora bogu posvetiti svoje srce. Enaka pravila veljajo za potovanje z ladjo ali vozom.  Molitve so oproščeni vsi,  ki se ne zavedajo, kaj delajo. Molitev na Pasho mora vključevati tudi molitev za dež.

### Vodilni molilec
Če vodilni molicec med molitvijo Amide v verski skupnosti naredi napako, njegovo vlogo prevzame njegov levi sosed. Napaka med molitvijo, tudi če se moli zasebno, pomeni za molilca slabo znamenje. Če napako naredi vodilni molilec, pomeni slabo znamenje tudi ta tistega, ki ga je imenoval.
6. poglavje obravnava blagoslove, ki pred uživanjem različnih vrst jedi.

### Blagoslovi za različne vrste hrane
Za blagoslavljanje sadja, zelenjave, kruha in vina obstajajo posebni blagoslovi. Če kdo ne ve, kateri blagoslov bi uporabil, lahko uporabi splošni blagoslov, ki zajema vso hrano. Isti blagoslov velja tudi za vso hrano, ki ne prihaja iz zemlje, na primer mleko, ribe in jajca.  Če je hrana raznolika, se posebej blagoslovi samo eno vrsto, vse ostale pa se blagoslovi s splošnim blagoslovom.

### Kako blagosloviti jedi
Blagoslov ene vrste jedi zadostuje tudi za druge jedi in ga ni treba ponavljati. Za skupinski obed, na primer na pritreditvi, zadostuje en blagoslov  za vse jedi, vendar ga morajo izreči vsi udeleženci.   Blagoslovi se samo tisto hrano, ki je najpomembejša. Če nekdo na primer  jé sendvič, mora blagosloviti kruh in ne njegove vsebine, če nekdo jé pito in pije vodo, mora blagosloviti pito in ne vodo.

## Birkat Hamazon
Birkat Hamazon je zahvala, ki jo molilec izreče po obedu. Za fige, grozdje in granatna jabolka zadostuje skrajšana zahvala. Če  v skupini obedujejo trije ali več ljudi, morajo izreči  Birkat Hamazon. Za ženske, sužnje in mladoletne otroke obveza ne velja.  Če v skupini obedujejo samo tri osebe, se ne smejo raziti, dokler zahvala ni izrečena. Če nekdo obeduje sam, se lahko pridruži skupini in se zahvali  skupaj z njo.

## Kiduš in Havdala
Osmo poglavje  obravnava Kiduš, posvetitev šabata in judovskih praznikov, in Havdalo, zaključni sobotni obred.